# 澀谷事件
澀谷事件（日语：渋谷事件／しぶやじけん），是1946年7月19日晚間9點發生於日本東京都澀谷區澀谷澀谷警察署前的一起在日台湾人团体与本地人之间的武裝衝突事件。在战后的混乱时期，日本各地因为物资配给紧张，而出现了利润丰厚的大型地下黑市，各大帮派争相控制这些市场。而部分在日台湾人借由获得同盟国国民的特殊地位，取得了包括额外口粮在内的特权并借此在黑市牟利，引发了与当地日本黑道和取缔摊商维持治安的警察之间的冲突。
涉及的一方為警視廳澀谷警察署及與其合作的落合一家、武田組、萬年東一一派等日本黑道暴力團成員；另一方則是在日臺灣人社群成員。該事件共造成在日臺灣人7人死亡、34人受傷；日本人方面則是有警員1人殉职、1人重傷。黑道份子則因有警方通風報信而趁乱逃走。
當天在日台灣人車隊行經警署前時，一名日本警察遭到槍擊(死於送醫途中)，台灣人的車隊遂遭到日警反击及其他日本黑道帮派的袭击。40余名被認為進行暴動、意圖襲擊澀谷警察署的在日台灣人遭到逮捕。但该案件很快被东京的盟军司令部的中华民国分部受理并受到了公开的审判，日本政府也被迫对参与事件的东京警察进行了审判，这在日本是闻所未闻的。审判结果是35人被定罪，最终被驱逐出境。
关于其起因，則有反抗澀谷警察署、落合一家、武田組、萬年一派聯手欺壓的說法，以及近期澀谷站回家途中的在日台灣人突然遭前述勢力單方面攻擊這兩種說法。
此事牽涉到在日台灣人戰後的國籍問題，並凸顯該問題解決的必要性。事件過後經中、美、日三方協商決定，有關國籍的最終確定虽仍有待和平條約，日本政府在1947年5月2日進一步將領有中國駐日代表團所核發的華僑登錄證明書的在日台灣人(Formosan-Chinese)與朝鮮人視同為外國人。

## 背景
日本自1945年8月15日戰敗投降之後，國內民生問題極為嚴重，糧食配给更是極端短缺，以致當時不少日本人選擇以路邊攤做起以物易物或是一些非法的黑市交易來滿足生活所需。自然，當地日籍華僑及台僑亦不能置身事外。一眾華僑及台僑聯合起來於1946年（昭和21年）4月1日向當地日本公司租借位於東京都新橋與澀谷兩地（東京都澀谷區道玄坂澀谷消防署一帶）的土地，以設置露天貨攤經商。
當時的中華民國國民政府乃是二次大戰結束時的盟軍五大戰勝國之一，並且按照美英中三國開羅宣言這份戰時宣言的意向：臺灣與澎湖群島在戰後需交予中華民國。雖尚未簽訂有法律效力的條約，國民政府仍以此類推，单方面发布法令将仍領有日本國籍的日籍台灣人視作中華民國國民。
再加上自從日本投降後，擁有日本國籍的臺灣人於旅居中國大陸各地時，亦受到不同程度的歧視甚至迫害；因此，國民政府於民國35年（1946年）1月12日頒布節叁字第01297號訓令（又稱為《臺灣同胞國籍回復令》）。其中宣布：「臺灣人自民國34年（1945年）10月25日起一律恢復中華民國國籍」；緊接著，行政院又於同年2月26日頒布《台灣人財產處理原則》，其中規定：「除被認定觸犯戰犯或漢奸罪者外，台灣人的財產和本國人一樣受到中華民國法令的保障」。對於旅外臺灣人，國民政府又於1946年6月22日公布《在外臺僑國籍處理辦法》，辦法中宣布旅外臺灣人只要依照華僑登記辦法向中華民國駐外使領館單位登記，就可以發給視同國籍證明書的登記證（第2條）；恢復中華民國國籍的臺灣人民其法律地位與旅外華僑相同，居住在日本、朝鮮半島者，可與其他盟國僑民享有同等之待遇（第5條）。也因此，在日本居留的台灣人都可以向中華民國駐日本大使館暨各地代表處申請護照。但是，這種以制定國內法的方式來單方面地處理國籍問題並不符合國際法原則，所以在日台灣人國籍的國際法律地位也並未因此而確立。
戰後在日臺灣人的國籍回復問題，即因東京的盟軍總部（GHQ）、日本政府與國民政府的立場不同，而有進一步的外交協商。GHQ根據華盛頓當局的立場，認為戰後臺灣人國籍問題，應於和平條約簽訂時才能確定。此外，若讓臺灣人取得盟國國民身分，即有權不受日本警察之逮捕，這對日方而言，不僅意味著黑市或其他行為的取締更為困難，而且也將喪失對臺灣人犯罪的管轄權。盟軍總部與日本政府這樣的立場，與國民政府恢復在日臺人國籍、享有盟國僑民待遇之主張是相衝突的。在臺灣所採取的恢復民國國籍作法是相衝突的。因此，國民政府一方面積極辦理臺灣人復籍工作，同時爭取對恢復國籍者以聯合國人民待遇對待之。
1945年（昭和20年）11月3日，美国参谋长联席会议向麦克阿瑟发出《向占领和控制日本的盟军最高统帅发出的投降后的基本初步指示》，提到战俘、同盟国国民、中立国国民以及其他人员的处置。其中，在军事安全允许的范围内，台湾华人和朝鲜人将被视为“被解放的人民”,但在必要时也可视其为敌国国民。如果他们愿意，可制定条例将其遣返，但遣返的优先权将给予同盟国的国民。总之，将采取切实可行的措施，确保同盟国国民的健康和福利。
在當時戰後同盟國軍事佔領下的日本，被駐日本盟軍總司令部（GHQ）佔領時，採取的統治方法是「間接佔領」的方式：日本雖然喪失了獨立主權，但是中央以及各級地方政府依然存在，只是必須接受司令部的指揮。
同盟國之佔領軍及僑民屬可享有糧食配給上的特權以及廣泛的治外法權；其餘中立國僑民雖也有糧食配給上的特權，但是必須服從日本政府的管轄；軸心國僑民則更是沒有任何的優惠僅能得到部份的救濟與返國的協助。
由於中華民國屬於盟軍戰勝國陣營，持有視同为中華民國國籍的华侨登記證的台僑不但沒有被視作前殖民地的“第三国人”，反而能獲得同盟國僑民的身份，在戰後的日本亦與其他同盟國僑民一樣可以享受許多特權：像戰後日本被司令部接管期間，身為戰敗國的日本國民不准隨便進入司令部總部或任何駐日本各地的盟軍基地，唯有同盟國僑民（中、英、美、蘇等）可憑其護照進入，司令部總部及各地盟軍基地的軍人福利中心，以廉宜價格購買各種糧食及民生物資。因此，當年有部份台僑利用中華民國護照做為掩護，暗地裡囤積物資做黑市生意，由於台僑曾經歷過日本統治，多數能操流利日語，再加上貨源充足，因此生意相當興隆。再加上台僑被視為同盟國僑民，所以他們可以憑藉手持中華民國護照享有不受日本政府司法體系管轄的特權—根據司令部指令，自1946年2月開始，同盟國僑民之犯罪行為一概得經由美軍憲兵部隊暨軍事法庭管轄。由於台僑被同盟國視作其僑民，所以日本政府的執法及司法機構自然也對其無權可管。而這些特權也令當時的日本人民眼紅，但卻是敢怒不敢言。
不過，當時日本政府卻主張在正式簽訂和約之前，台灣人與朝鮮人依然具有日本國籍:6，換言之從1945年9月2日在停泊於東京灣的美國密蘇里號戰艦正式簽訂降書開始，到後來日本與同盟國於1951年9月8日簽訂《舊金山和平條約》，並根據該條約的規定與國民政府於1952年4月28日簽訂《中日和平條約》之前，台灣人原則上依然具有日本國籍。:6
於是乎就產生了一種極為微妙且尷尬的情況：按照日本外交主張，台僑依然屬於日本國籍，需接受日本法律及司法、執法機關管轄；但是實際上依照當時盟軍司令部的定義，台僑被視為外國的戰勝國僑民。因此，中日兩國政府對於在日台灣人國籍處理態度有極端重大的差異：台僑希望繼續被視為外國人並保有盟軍戰勝國僑民的特權，但日本政府則企圖重新掌握對在日台灣人與在日朝鮮人的管治權（最不濟也要拿回治安管轄權）。因此，當時的日本台僑與本地日本人之間的關係就此降至冰點，同時也埋下了引爆「澀谷事件」的地雷。但是為了維持市場秩序，雙方一直都未曾爆發大規模衝突。

## 事件經過
有關東京澀谷事件發生的原委，及旅日台灣人對判決過程和結果的反應，曾經參與其事的林歲德有所說明。惟整件事情及國府外交部等機構的處理經過甚為複雜，與林歲德之記錄有些出入，故以下分別陳列中日雙方對於事件始末的記錄。
中華民國方面的記錄

1946年3月，在新橋租地給台灣人的日本公司，突然片面要求中止土地租賃合約（有一說為在日本政府的壓力之下才不得不中止），但是承租土地的台灣人並不同意。經過雙方多次協商，依然不歡而散。到了7月時，雙方談判依舊無法得到共識，於是日本公司便私下僱用當地的黑社會－「松田組」來準備強力驅逐這些台灣人。
同年7月14日下午3時許，台灣人張育勳才剛做完生意由新橋要返家途中，被「松田組」成員用短刀刺傷其顎部:426，由於威嚇意味十足，於是在包紮完畢之後，他到「松田組」要求對方交出施暴的兇手，但是卻被「松田組」予以拒絕。隔天，他便前往新橋的管區愛宕警察署報案，但是該警署卻不予受理此案件，只是對張育勳說「此事可由雙方自行解決，本警署一概不予負責」。十多名臺灣人至松田組討公道，雙方鬥毆:426。7月17日，松田組大批人馬破壞十多家臺灣人的攤篷:426。
因17、18兩日，日警檢查澀谷黑市屢與台僑發生鬥毆，雙方均有負傷，台僑亦被捕數人，後來都由中華民國代表團僑務處保釋，僑務處林處長定平，乃與日方警保局警視總監商洽解決辦法。最後警視總監同意約束日警，林處長負責約束台商，以避免不幸事件之重演。
1946年7月19日下午，台僑集中約600人在華僑總本部(華僑聯合會所)，代表團僑務處看他們似將有不正常的舉動，經林處長親赴當眾談話後即予解散。其中約有半數突然又集結，由李立柏處長加以剴切訓示，台僑才允諾解散。但是當這一部分僑胞正乘卡車返家，行經澀谷警察署前第一封鎖線時，日警即令停車檢查，但該汽車領隊即下車質詢警察檢查理由，並要求進見澀谷警察署長。此時，車上開始有人咆哮鼓譟。當署長土田精到場，領隊者即質問「找我麻煩是何用意」，警方回答「無找麻煩意讓你前進且可保護你等」。該車剛剛重新行進時，突然有一車發出槍響，其他車輛亦繼續鳴開，導致警方也開槍反擊，現場情勢混亂，事件最後統計警方死亡1人、在日台灣人7人死亡(2人當天死亡)，其餘34人受輕重傷，現場逮捕41名，估計有160名趁亂逃走。
因在日台灣人法律地位特殊，被逮捕41名參與者被移送到盟軍的軍事法庭審理。審理結果，3人證據不足釋放、2人無罪釋放、1人3年有期徒刑、35人2年有期徒刑。36名被判刑者，經翌（1947）年2月覆審，其中1人獲釋，其餘被驅逐出境而返臺。
1947年4月22日，臺灣省政府民政廳派員會同警務處督察前往基隆接收被遣返之被告華僑33人及眷屬21人。被遣返華僑及眷屬54人，其中台灣人人數46人（含眷屬），由基隆市警察局派員護送返其原籍地，交由各縣市政府照顧；其餘非臺民者，包含上海及浙江等共8人，改搭中興輪返籍。
日本方面的記錄

這個時期，在澀谷區宇田川町的黑市出現了新勢力，由數量眾多的華人餐廳集結，從事違禁品、管制物資販賣牟利的組織：華僑總本部。其後，澀谷警察署署長土田精下令取締、沒收販售的違禁品、拆除華僑帳棚違建。然而華僑總本部很快就重新補充物資、重建被拆掉的違法建物，並且集結湧上警署抗議針對華僑的刻意取締，之後也不斷發生經過黑市的警察遭到華僑總本部成員集體攻擊的事件。1946年(昭和21年)4月1日，台灣人攤商把道玄坂下往澀谷消防署這一帶做為台灣人街，成為露天攤販聚落並興建象徵的凱旋門。
同時間，另一處位於東京新橋黑市，關東松田組初代組長松田義一計畫在西口廣場建設「新橋新生市場」收容露天攤販，並有著走向百貨商場化的構想。但新橋黑市不只有日本人，台灣人也不少，主張他們也有入住權，納入這個計畫是理所當然的。於是台灣攤商從最初分配的15戶開始暴增到100戶，佔原預定市場上限400戶的1/4。因此松田拒絕接受這個不合理的要求，但華僑方面也堅持市場的利益不能讓一個人獨佔，雙方態度強硬不容妥協。
同年6月10日，松田義一遭到自己破門的舍弟野寺上門尋仇開三槍射殺，結束36歲的人生。
同年6月16日，由台僑組成的武裝團體襲擊關東松田組事務所的市場建設現場，造成1人死亡、1人重傷，並引來警察與GHQ憲兵介入。同樣在這一天，松田組由組長29歲的妻子松田芳子繼任關東松田組二代目，往後也以戰後第一位女性黑幫老大為人所知。
松田芳子舊姓松永，是松田義一第一任妻子ルミ的姐姐，ルミ在丈夫坐牢期間死於肺結核，喪事結束後便娶了姐姐芳子。姐妹都是公認的美人，但妹妹有著更濃厚的黑道氣息，手腕上刺著流星字樣的刺青，因此有著流星ルミ的綽號。芳子曾經在橫濱本牧的賭場(主要接待外國船員的遊郭)「東亞」工作，一直都是第一人氣的紅牌，自尊心強烈，不感興趣的客人連見都見不到她。而庇護這裡的傳奇幫派老大松永武也是松田義一的好兄弟，有著這些背景的松田芳子被組內小弟們寄予著厚望。
同年6月17日，市場舉行棟上式的時候發生了第一次的衝突。喊著停止施工的華僑200人和卡車2台闖入現場，愛宕警察署和GHQ憲兵到場要求民眾解散，後來的調解過程中雙方仍互不相讓。
面對日漸激烈的衝突，松田芳子以二代目組長身分登高一呼，號令關八州的小弟聚集而來，尾津喜之助、阿部重作、新井幸太郎、山本五郎、芝山益久、筱原縫殿之輔等道上有名的人物加入，各地聚集而來估計有1500人。並且從新橋的黑市商人開始，包含地盤鄰里的商家也主動支援松田組，提供稻米、酒、蔬菜、肉品等作為軍糧，儼然成了日本民眾團結對抗外國勢力的狀態。但是雖然招集了1500~2000人的部隊，只靠手槍50把、日本刀數十把對於實在不能當作勝利的保證，東奔西走籌措武器的結果，最後不知從哪弄來了附上實彈750的飛龍(戰機)用機關槍。
同年7月16日，華僑50人再度襲擊市場建設現場，關東松田組組員一人死亡，8人重傷。關東松田組於是派出敢死隊前往華僑總本部亂槍掃射，持日本刀進行械鬥，造成3人重傷。同日，亦有關東松田組組員手持日本刀前往澀谷宇田川町，砸毀由在日台灣人經營的喫茶店，與現場50名台灣人發生激烈打鬥，其中8人受輕重傷。關東尾津組組長-尾津喜之助出面調解，但以調解失敗做結。接著澀谷警方就收到「在日外國人計畫襲擊關東松田事務所、澀谷警察署、警視廳」的情資。
同年7月17日，澀谷警察署向其他警署調來200員警力支援，一口氣掃蕩整個宇田川町的黑市。激烈衝突造成警方8人、台灣人2人受傷、20人被捕。
同年7月18日，澀谷警察署集結武裝警官250人、便衣警察30人，再度取締宇田川町的黑市攤商，這次逮捕了18人。
同年7月19日上午10點，澀谷警察署署長土田精派人向當地黑道請求協助，經營賭場的落合一家總長高橋岩太郎聽聞當天有300名以上、帶著槍械的外國人將襲擊警署，便一口答應前往協助。同時土田署長也向飯島連合會系的武田組組長武田一郎、愚連隊首領万年東一求援。
7月19日下午6點20分左右，日本黑道們在澀谷警察署附近30坪左右的道場休息，總人數大約在120-130人。接著高橋岩太郎、武田一郎、万年東一和警方高層演練作戰計畫，為了避免槍戰流彈傷及自己人，採用全員配置在警察署側的陣形，高橋岩太郎一行人在警察署左側空地待命，万年東一等十多人則在警察署左邊電線桿後的水溝裡列隊待命。另外高橋岩太郎跟著戰鬥隊到前線，他帶來的預備隊、看護、搬運隊則在後方以防萬一。澀谷警察署同樣也向附近警署求援，總數接近400名員警在現場待命，土田精署長亦下令禁止警方使用佩刀。
7月19日晚間8點，警方收到報告，在日台灣人約120-130的團體分別搭乘1輛吉普車、1輛轎車、5輛卡車從華僑總本部出發，往澀谷站的方向行進。之後又收到一行人通過澀谷往青山移動的情報。其實此時台灣人才只有100人的規模，聽聞新橋站前黑市有糾紛，打算前往支援對抗關東松田組。
這天晚上新橋的狀況：

有華僑部隊300人分別搭乘7-10台卡車在行經虎門時被人發現，為了嚇阻車隊前進，關東松田組安排的機關槍射擊手不等上面下令就對著車隊開火。但機關槍中途故障無法阻止車隊行進，而且隨著時間過去現場華橋開始增加、集結，位於麻布的中華民國代表團出面調解，讓台灣人團體折返回去澀谷。GHQ憲兵也出動，以四台裝甲車包圍黑道部隊、要求當場解散。由於機關槍故障使得無人死傷，也避免了日本黑道與華僑在新橋的全面戰爭，最終以黑道連軍勝利的形式結束紛爭。(通稱新橋事件)
身為事發原因的關東松田組被GHQ勒令解散，數十人的組織成員各奔東西，二代目組長松田芳子僅僅當了一年，之後成為了上流社會女性俱樂部的會長，在東京經營餐廳。有消息指出多年後到了大阪流浪，最後死於毒癮(日文記錄麻藥中毒，但無法確定種類為何)，享年39歲。
當新橋折返的一行人在行經澀谷警察署前時，受到警方要求停車盤問，在向警方表示「中華民國代表團受理了黑市糾紛因此一行人現在正要回家」後，警方予以放行，讓車子通過封鎖線開向澀谷警察署。
7月19日晚間9點，由台灣人領隊的吉普車從警署前通過，其後第二台卡車也正常通過，第三台卡車正準備從站在警署外的土田精署長面前通過時，突然發出槍響，不明的子彈擊中芳賀弁蔵巡查部長的胸口。
因為獲得在日外國人將襲擊警署、警視廳的情報，前來幫助警方的黑道落合一家總長高橋言太郎一夥便對著後面的卡車開槍，万年東一一夥人也跟著開槍。車隊最後一輛車的范姓駕駛遭擊中頭部當場死亡，車輛失控撞上對向民宅橫倒並引發大火，其他車輛上的台灣人下車營救困於橫倒卡車的同胞，此時高橋岩太郎與万年東一一派湧上追砍這些下車的台灣人。現場有些台灣人順利逃跑，也有些被黑道抓到被轉交給警署。
事後，澀谷警察署表示一共逮捕了28名台灣人，起出手槍3把、子彈30發、鐵棒4根、折疊刀、棍棒、汽油彈等。擔心GHQ憲兵快到，署長土田精派員通報高橋岩太郎等人，要求他們立刻離去，這些黑道成員低調離去的途中，也將刀械等埋藏在冰川神社、國學院等經過的地點。警方統計連同土田精在內共有90名員警開槍，一共擊發245發子彈。

## 涉事人員
| 連合隊 - 警視廳澀谷警察署 - 土田精警視正：同署署長 - 渡邊：同署部長刑事 - 芳賀弁蔵：同署巡查部長（死亡） - 村上義弘：目黒警察署巡査（重傷） - 暴力團落合一家 - 高橋岩太郎：同一家總長 - 安岡：同一家舎弟 - 武田組 - 武田一郎 - 万年東一一派 - 万年東一 - 内富義之 - 小林光也 | 對象 - 在日臺灣人團伙 - 死亡：7人(其中2人於事件發生當日死亡) - 34人輕重傷（另有36人遭拘禁） |

## 台灣方面的反應
事件發生之後，台灣上千名學生示威，抗議駐日美國憲兵對台灣人做出不公平的處理，企圖包圍台北美國領事館。美方要求陳儀予以保護，並建議請台灣民間人士出面調解。當時，蔣渭川偕同臺灣省政治建設協會上百位同仁協助引導遊行隊伍，使隊伍有秩序地到達領事館，並且由廖進平等陪同學生代表進入領事館表達抗議，使該次示威抗議得以和平地完成。由於此件成功調解事例，後來當二二八事變爆發及衝突行為蔓延全台灣時，陳儀、張慕陶、柯遠芬、李翼中等黨、政、軍方面人士先後函請蔣渭川再行調解民變局勢。

## 影響
1946年7月間發生的澀谷事件，對於國民政府與GHQ的協商有重大的幫助。在經過長期的討論後，中美日三方終於同意，凡在1946年12月31日之前申請登記為中國國籍者，就其刑事審判權，推定為取得中國市民權，未申請登記者則推定為拒絕中國市民權；但有關國籍與市民權的最終確定，仍有待和平條約。1947年2月，最高司令官承認此一協議內容，並通知日本政府。至此，有關在日臺灣人的法律上地位（但非國籍），算是得到了暫時的解決；而日本政府也在1947年5月2日，進一步將領有中國駐日代表團所核發的華僑登錄證明書的在日臺灣人(Formosan-Chinese)與朝鮮人視為外國人。
台灣史學者郭譽孚在海峽評論103期1999年7月號中，曾做出以下評價：

該事件是第二次世界大戰結束時，亞洲熱戰轉為冷戰的一次重要過場；就冷戰而言，它是一場可以類比慕尼黑協定的新姑息主義型態。事件的發生與處理過程及結果對當時的中華民國南京國民政府的外交威信大受打擊，造成當時的中國與台灣民眾普遍對國民政府的不信任，更甚而造成國民政府於大陸第二次國共內戰的慘敗與在台灣於本次事件發生7個月過後爆發的二二八事件的遠因之一。